# 高昌故城
42°51′10″N 89°31′36″E / 42.85278°N 89.52667°E
高昌故城（維吾爾語：قوچۇ قەدىمىي شەھىرى‎）是公元前1世纪到公元14世纪吐鲁番盆地的第一大中心城镇，也是新疆留存最大的故城遗址。城遗址位于新疆维吾尔自治区吐鲁番市高昌區三堡乡，即火焰山南麓木头沟河三角洲。
高昌故城最早公元前由西汉王朝屯田部队所建，历经高昌壁、高昌垒、高昌郡后，于公元五世纪重建为高昌国的国都；唐王朝时期，为高昌县治所；高昌回鹘时期恢复国都地位。14世纪故城毁于战火。废弃以后，高昌故城城址逐渐被开发为耕地，对遗址破坏严重，大部分地面建筑物荡然无存。高昌故城遗址周长超过5千米，面积约20平方千米。现存外城、内城、宫城（可汗堡）内外三部分。保存较好的建筑包括西南佛寺、大佛寺、可汗堡等。存在壁画、文书、塑像等于7—13世纪在吐鲁番盆地传播的佛教、摩尼教、景教等宗教遗存。主要建筑工艺包括夯筑法、土坯砌筑法、开凿窑洞法等。
19世纪末开始俄国、德国、英国等国家先后开始对交河故城探查。中瑞西北科学考查团起，中国开始参与到对交河故城的探查、发掘、保护中。高昌故城于1961年3月4日被中华人民共和国国务院列入第一批全国重点文物保护单位。2005年，中华人民共和国国务院批准“丝绸之路（新疆段）重点文物抢救保护计划”，自此到2023年共计进行六期高昌故城维修加固项目。2014年，高昌故城作为丝绸之路的中心城镇，入选联合国教科文组织世界文化遗产：“丝绸之路：长安—天山廊道的路网”。20世纪80年代起，高昌故城成为文化旅游景点。2022年起为国家AAAA级旅游景区。

## 建城历史
高昌城建成可追溯到汉朝初元元年（前48年），彼时高昌为高昌壁时期，为戊己校尉治所。此时期高昌壁为规模不大的军事堡垒，仅有数百名士兵驻扎于此。西汉末年，戊己校尉治所迁至交河壁。东汉延光二年（123年），西域长史班超驻柳中，高昌壁附属于柳中城，改名为高昌垒。为承担伺察敌情、保护主城的任务，高昌垒在高昌壁的基础上扩建、加固。高昌垒一直持续到晋朝咸和二年（327年）。晋咸和二年（327年）到魏太平真君三年（442年），高昌人口增多，屯戍区域增大，高昌垒升格为高昌郡。此时期高昌郡已初具城的规模：城内设郡、县两级行政机构；城郊舍乡里，农业得以发展。随着佛教传播至高昌，高昌郡开始建有寺院。高昌城逐渐成为当地政治中心。
沮渠无讳于442年兵进高昌，屠高昌城。承平元年（443年）开始，因为战争破坏和大量外来人口，高昌城得以重建，其规模于此时到达国都的地位。到麴氏高昌延寿十七年（640年），高昌城长期作为高昌国中央及高昌县两级行政机构所在地。此时期，城内的寺院数量增加，手工业等商业活动初具规模，城郊农业得以进一步发展。麴氏高昌时期，对城墙多次修建并新设城门，当时出现了专门修筑城墙的职业——“城作”。同时，城内开始出现以功能区分的坊区。彼时，高昌城平面呈长方形，周长一千八百四十步，即隋六里，五唐（大）里，约2655米。高昌城以土筑城，城墙较高，城墙有睥睨，城外有隍堑，城四面设城门，并铺有连通城内外的道路。宫城位于今可汗堡一带。城内东南、西南、东北、西北角各设一坊，衙署设施主要分布于宫城以南和东南、西南两坊之间。东北、西北两坊之间为军事区域，北厅等衙署设施和与之相关的民居分布于此。宫城东、西两侧及各坊之间的区域分布有贵族宅院、寺院、客馆等设施、建筑。城内建筑多以木、土作为建筑原材料。
时至唐灭高昌，唐建立西州时，设高昌县，高昌城形制改变不大。不过存在“筑成夫”“城作人”等职业对当时的高昌城局部进行改、修、建。西州时期，高昌城内一些建筑名称有所改变，如当时的“子城”，便是麴氏高昌时期的宫城。同时，商业进一步发展，城内出现了造纸坊、酒坊等作坊，并存在铁匠、画匠、木匠、皮匠等匠人。因为商业繁荣，高昌城内设有“西州市”管理商业行为。唐时期，高昌城内新建有佛寺，宋王延德出使高昌时，尚留存有超过50座唐赐额的佛寺。另外，高昌城内有粟特居民，可能也存在祆教寺院。
高昌回鹘时期，高昌城进行了较大规模的改扩建。内城周长从5唐里增至6.8唐里，增加了1000米左右。四面内城城墙仅北城墙位置变化不大，仅延长。其他三面城墙均被改筑。内城墙的走势也随着前期修建的建筑而变化。同时，回鹘高昌修建了此前不存在的高昌城外城，使高昌城城区扩大，城墙周长9.4唐里，约5千米。外城墙走势同样随着前期修建的建筑而变化，这也导致一些本在城外的寺院被划入城内。高昌回鹘时期，高昌城城内除了修建佛寺外，也出现了景教、摩尼教寺院。在可汗堡内出现了回鹘贵族飨宴内容的壁画，是高昌回鹘时期改建时创作的。
元朝至元十二年（1275年），察合台汗之孙都哇等人反元，围困高昌城六个月。亦都护高昌王火赤哈儿·的斤坚守高昌城。直至至元十七年（1289年），都哇占领高昌城，火赤哈儿·的斤战死，其子纽林·的斤率部东迁，仅在名义上保留高昌城的统辖权，高昌城随之失去其政治经济中心的地位。14世纪以后，伊斯兰教开始传播，皈依伊斯兰教的黑的儿火者在高昌一带推行伊斯兰教，高昌城毁于战火，终被遗弃。

## 地理环境
行政区划上，高昌故城位于中华人民共和国新疆维吾尔自治区吐鲁番市高昌区三堡乡，与火焰山镇相邻，西距离吐鲁番市市区约30千米，东距鄯善县城约55千米；西北距阿斯塔那古墓群2千米左右。地理上高昌故城位于吐鲁番盆地北缘、火焰山南麓相接的戈壁滩冲击平原地带——木头沟三角洲。地理坐标为北纬42°51′，东经89°31′。:99
高昌故城属于大陆性干旱荒漠气候，全年温差大，冬冷夏热。昼夜温差大且日照时间长。当地降水稀少，降水量远低于蒸发量。植被以骆驼刺等耐旱植物为主。以古城遗迹大佛寺为准，海拔-51米。当地地势平坦，土地肥沃。:99

## 城墙布局
高昌故城平面为不规则形，周长超过5千米，面积约20平方千米。现存遗址大致可分为三部分：即外城、内城、宫城（可汗堡）。中国社会科学院考古研究所研究员、考古学家孟凡人根据马尔克·奥莱尔·斯坦因、阿尔伯特·冯·勒柯克、阎文儒在20世纪前、中叶绘制的故城平面图判断出高昌故城城内分为五部分：可汗堡、内城、西北角北子城、子城、内外城之间西、南、东相连的外城。
高昌故城外城城墙并不完全笔直，存在有弧度、曲度之处。东墙向北部外突出，南墙、西墙相接处南墙为弧线型，西墙则有拐折角。破坏程度以北墙最为严重，其次南墙，东墙、西墙留存较好。外城周长5千米，城墙均为夯筑而成，夯层厚4厘米到12厘米，城墙基宽9米到12米不等。20世纪初，外墙残高尚余15米到20米，如今仅剩5到11米有余。部分城墙墙体利用土坯或泥沙补筑，城墙内侧有裸露在外的栣木孔洞，外侧残存马面。20世纪初，残存马面数量约70处，各马面距离在30米到45米之间。另外，城墙出土过蓝绿色的釉砖。内城大致位于外城中间，内城西墙距离外城西墙300米，内城南墙距离外城南墙200米。平面呈长方形，南北长大概1000米，东西宽约800米。内城城墙同为夯筑而成，夯层也与外城墙近似。内城南侧的两个角呈弧形；西北角则为向内凹的弧形；北城墙存留较少，东城墙仅残留东北角高地和东南角的土台基。可汗堡是内城中北部的堡垒式遗迹，“可汗堡”是当地民众对该遗迹的俗称。（具体见：高昌故城#可汗堡）
关于现存外城城墙遗址的始建时间，孟凡人的观点时现存高昌故城遗迹、遗物绝大部分为高昌回鹘时期，现存高昌故城为高昌回鹘都城遗址。阎文儒根据故城建筑遗址的建筑工艺特点，判断高昌故城是唐或唐以后南疆地区建筑的特征。而北京大学考古文博学院教授陈凌等人则根据高昌城城门命名特点判断外城城墙建于前凉，又根据放射性碳定年法判断外墙一直在使用并时有修缮。

## 主要建筑

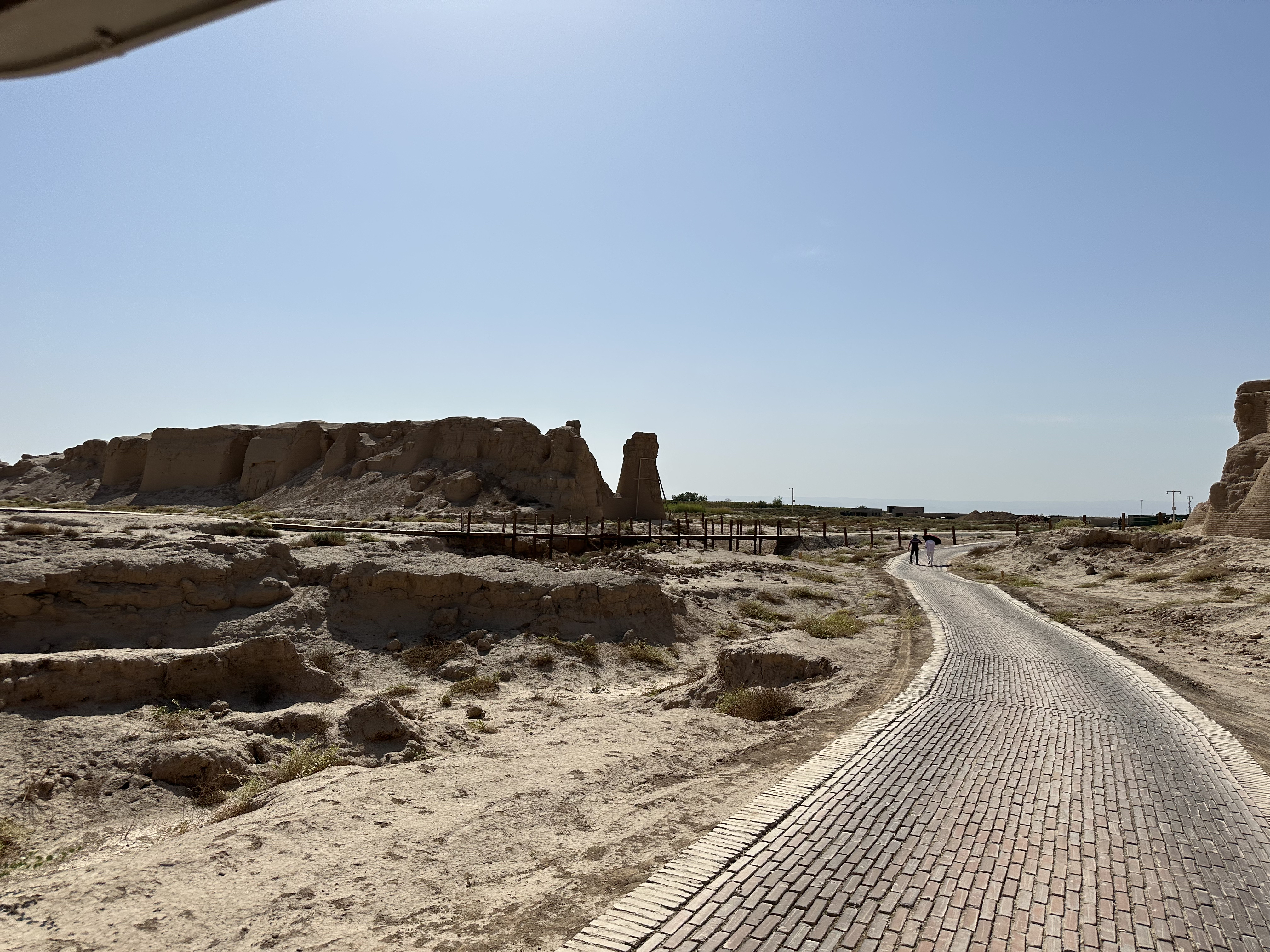
高昌故城 南门

### 主要城门
吐鲁番出土文书中，有对高昌故城城门之记载，高昌城门包括青阳门、建阳门、玄德门、武城门、金章门、金福门等。麴氏高昌以前，高昌城四面可能各存在一门，麴氏高昌时期开始在西、南、东面建立新城门。青阳门、建阳门可能为高昌东城门，亦有新东门、故东门之记载；玄德门可能为北城门；武城门可能为西城门；金章门、金福门可能为南城门。
现存的高昌故城内外城四面均有类似城门的缺口，内城门位置及数量不详。其中南门位于故城南墙中部偏东处，现为宽40米的缺口，门内墙角处有较多的坍塌土，门外侧各有向外延伸约2米的残墙。南门铺设有砖头便道。北门大部分破坏殆尽，存有宽5米的缺口，北门存有曲折的瓮城痕迹。西门位于西墙中段，主要城门为宽38米有余的缺口，缺口两侧城墙未处于同一直线上，北侧墙体偏东，南侧墙体偏西。城门（缺口）外存留有翁城部分残墙，翁城平面呈长方形，南北长75米，东西长53米，翁城西北角有长20米，宽10米的小房。翁城门位于小房西墙和南墙处。:101-102; 119-121; 125-126

### 东南佛寺
东南佛寺位于高昌故城外城东南角，为格伦韦德尔编号Z佛寺遗址（Temple Z）。:106-107东南佛寺坐北朝南，前殿后塔。前殿平面呈长约5米、宽约2米的长方形，高约3.5米，为支提窟。窟门高2米有余，宽不足2米。建筑屋顶为券顶，为土坯砌筑而成。支提窟墙壁内外抹有草拌泥，窟内部有白石灰抹面，四壁有绘制壁画，残存20平方米，这也是高昌故城现存唯一有较为完好壁画之地。壁画中门壁右侧左上角的壁画保留较为清晰，为藏传佛教风格。正壁上壁画残留有四身佛的背光和头光。内部正壁前有台座，台座上有佛座，佛像无处可寻。该佛殿表现的主题为塑绘结合的五方佛。20世纪初，佛座两侧尚存飞天壁画，殿顶部存入定佛像，两侧会有满顶的蓝、白菩萨为一组的壁画。东侧墙壁绘有佛本生故事，壁画以描金残迹居多。
后塔平面为八角形，有直径约5米的基座，自下而上直径缩减。后塔中空，顶部有洞。后塔顶部四面有四个壁龛，其中北侧的壁龛有一可进入塔内的入口，其余三壁龛有草拌泥抹面，外有白石灰。:106-107
东南佛寺的年代为高昌回鹘时期。东南佛寺建筑历经加固保护，窟采用土坯砌筑保护，复原为方形，后塔利用泥浆复原，顶部封顶加固。:106-107

### 东南居址
东南居址位于高昌故城东南角。东南居址残存1200平方米，呈南北向，大门向南。居址顶部为纵券顶，但大部分已经坍塌。东南居址有东、西两个房间，其中西房已残破，仅剩南段。残留墙体由较纯净的夯土夯筑而成，夯层10厘米左右。墙体南北长15米，东西宽5米，其中西侧墙体墙基因风蚀而空。建筑内有缸基痕迹。东南居址时代为高昌回鹘时期。:109-110

### 可汗堡
可汗堡位于高昌故城北部正中，为格伦韦德尔编号古代建筑遗址E（Bau E）。平面为不规则的长方形，东西长200米，南北长300米。可汗堡西城垣仅存数段残基，东宫城已完全破环。堡内北部高台上有15米正方形塔状建筑物，夯筑而成，东侧坍塌。其东侧、北侧分布有房屋残基。西侧有一可分为地上和地下的双层建筑物，在南侧、北侧、西侧开有宽大阶梯的门道。该双层建筑与交河故城的官署建筑形制相同，可能为宫殿遗址。可汗堡北部留有高3米有余的殿基，和塔状建筑物处在同一中轴线上，可能为四层宫殿建筑。堡内留有若干圆形坑，可能是盗挖所致，也可能是原建筑的缸基。可汗堡东侧有方形台基，但鲜有遗迹。:123-12420世纪初时，其外部围墙尚余15米。彼时塔形建筑物旁分布的房屋遗迹内，尚留有摩尼教手稿等遗物、与真人等高的回鹘供养人壁画等残迹。如今的可汗堡遗迹中许多地方依然能看到壁画、回鹘文题记等残迹，但已漫漶不清。
可汗堡可能为高昌故城的宫城，并建有王室寺院。根据自此出土的“沮渠安周造寺功德碑”载，可汗堡可能始建于北凉时期。不过可汗堡保留较好的夯土层与元大都等故城最晚的城垣夯土层大致相同，故可汗堡可能于高昌回鹘中、晚期依然在建造。

### 大佛寺
大佛寺位于高昌故城外城西南角，为格伦韦德尔编号β佛寺遗址（Tempel β）。是高昌故城面积较大、重要的遗迹。大佛寺是占地面积约10400平方米，坐西朝东的庭院式佛寺，平面呈长方形，东西长130米，南北宽80米。寺庙周围有高墙。大佛寺中轴线上分布着寺门、殿庭、中心塔殿等。寺门处庭院东侧，两侧与其他建筑相连，门道长12米。大佛寺中心为中心塔殿，位于中轴线末端，中心塔殿内有土坯砌筑的中心柱，中心柱四面均有壁龛，壁龛内有残存佛像，不过大部分已无存，中心柱上残存有彩色壁画。中心塔殿北侧、西侧、南侧为二层排房遗址，可能为僧房。排房遗址与中心塔殿形成环形成宽4.5米的走道。大佛寺两侧有高大的建筑遗址，其中北侧为方形穹顶建筑残址，可能为讲经堂。其余高大建筑为配殿。大佛寺内共有30多间房屋，大部分房屋内有灰坑，可能为缸基。载大佛寺内还分布有3处水井。:116-118大佛寺与周边佛寺遗址共同构成高昌故城佛教活动中心区。
大佛寺最初可能仅修建中心塔殿及附属建筑，于麴氏高昌时期开始修建。在盛唐时，受到汉传佛教之影响，开始形成庭院式佛寺，并新建有讲经堂等建筑。大佛寺现存建筑主要修建于高昌回鹘时期。从大佛寺出土的佛像，以唐朝风格为主。现采用硅化灌浆、锚杆、土工织物、扶壁等方法加固大佛寺遗迹。

## 建筑工艺
高昌故城延续时间长，所使用建筑技法因时期不同，水平、方式、鉴赏能力等均不相同。不过高昌故城建设还是有统一的总体特点，即因地制宜，主要材料为黄土。故城遗迹常用构筑技法包括夯筑法、土坯砌筑法、开凿窑洞法、混合方法。高昌故城之城墙多使用夯筑法，是在原生土地上使用纯土的夯土建筑；大佛寺内部分墙体的根基和部分民居建筑也会使用夯筑法，在夯筑过程中会对这些民居加入木杆、芦苇束、红柳枝等植物或水平、或垂直地作为加筋。高昌故城除城墙外的大部分建筑以土坯砌筑法制成，所使用土坯因建筑不同而大小不一，大致规格为400毫米×200毫米×100毫米。土坯是利用搅拌成泥的黄土和麦草或骆驼刺制作而成。高昌故城建筑屋顶以土坯起拱，后在拱顶覆土找平的工艺为主。使用土坯砌筑法的结构中也会使用如竖向加设芦苇束等材料以提高结构整体性。开凿窑洞法在高昌故城的建筑主要用于值班看护等功能。有两种形式，其一是在竖直的黄土壁面开洞，纵向开凿窑洞；其二是在如城墙等大型建筑墙面上开凿窑洞。混合方法以将夯筑法和土坯砌筑法结合的形式存在，多见于故城民居建筑中。房屋之间的墙体利用夯筑法建成到一定高度后水平内收，再采取土坯砌筑法建成拱券形屋顶。土坯与夯土间利用泥楔、木楔等加强联系。

## 考古发掘

### 西方考察
19世纪末开始，来自俄国、英国、德国、法国等国相继组建探险队前往高昌故城，或考察，或发掘，或测绘。其中较早被记录的是圣彼得堡植物园的医生、植物学家约翰·阿尔伯特·冯·雷格尔对高昌故城的记载，他在1879年第二次考察新疆时，记录了高昌故城遗址，此举引起西方学者、探险家对高昌故城的兴趣。次年，俄国民族学家克列门茨受圣彼得堡科学院资助和委派，前往天山南部进行科学考察。此次科学考察对包括高昌故城在内的多处古城、佛教遗址进行发掘，并对高昌故城进行测绘、拍摄。克列门茨后将相关考察的研究、成果编写成《1898年圣彼得堡俄国科学院吐鲁番考察报告》（Nachrichten über die von der Kaiserlichen Akademie der Wissenschaften zu St. Petersburg im Jahre 1898 ausgerüstete Expedition nach Turfan）出版。克列门茨后的活动对东方学界影响颇深。于是多国开始组建探险队先后前往包括新疆在内的中亚考察。
德国冒险家、考古学家格伦韦德尔和考古学家阿尔伯特·冯·勒柯克三次带领德国吐鲁番考察队前往吐鲁番考察。1902年开始，考察队多次对高昌故城进行发掘、考察工作。格伦韦德尔《高昌故城及其周边地区的考古工作报告（1902～1903年冬季）》（Bericht über archäologische arbeiten in Idikutschari und umgebung im winter 1902-1903）详细记录了格伦韦德尔对高昌故城的发掘工作和成果。阿尔伯特·冯·勒柯克则是根据从高昌故城等地出土的文物编写有《火州（Chotscho）》等书籍。:35考古学家马尔克·奥莱尔·斯坦因在中亚探险期间，先后于1907年和1914年两次对高昌故城进行发掘和研究。发掘过程和成果在《亚洲腹地考古图记（Innermost Asia）》等书籍中有所记载。1907年到1908年之交，法国探险家伯希和曾短暂考察高昌故城，获得部分文物。东方学家谢尔盖·奥登堡于1909年在高昌故城进行考察，奥登堡的详细成果很少公布，1914年出版的《俄国探险家在新疆的考察报告：1909-1910年》（Первая Русская Туркестанская экспедиция 1909–1910 гг.）的“吐鲁番”章中有高昌故城一节介绍故城。

### 中方考察
中方对高昌故城的调查源自20世纪20年代末到30年代初，中瑞西北科学考查团成员、考古学家黄文弼对高昌故城的考察。黄文弼通过实地踏查加上向居民了解遗址情况两种方式考察了高昌故城。在高昌故城期间，黄文弼对遗址稍作发掘，但并无收获。此次考察，黄文弼记录了当时高昌故城的状态，并通过当地居民得知可汗堡发现过五铢钱。黄文弼对高昌故城即周边遗址的研究成果被整理成《高昌砖集》《高昌陶集》《吐鲁番考古记》等著作出版。1961年到1965年，考古学家阎文儒带领中国石窟寺调查小组考察了多地石窟寺，在考察吐鲁番石窟期间，阎文儒一行考察了高昌故城，并分析了高昌故城形制和布局，并发表于期刊《文物》。1988年第二次全国文物普查时，高昌故城被吐鲁番文管所记录存档。:1001992年，中国社会科学院考古研究所通过航空遥感成像与地面测绘相结合的方式测绘高昌故城。
进入21世纪后，吐鲁番文物局联合新疆第二测绘院于2000年测绘了高昌故城，并绘制1:2000的高昌故城地形图。吐鲁番文物局又于2006年对城墙内外进行测量，并完成高昌故城1:500的平面图绘制。随着“丝绸之路（新疆段）重点文物保护工程”启动，新疆文物考古研究所开始对高昌故城进行文物考古调查、勘探、发掘工作。2005年，研究所勘探了高昌故城护城河遗迹，证明高昌故城有护城河、壕沟类遗迹。2006年起，新疆文物考古研究所对高昌故城至少进行过七次考古发掘，分别对外城西门、大佛寺；大佛寺东北排房、外城西门南、北两侧各200米的城墙；东南佛寺、护城河遗迹；大佛寺东南排房、大佛寺北侧佛塔、内城西墙；内城南墙南门一带、外城西墙西门南二段、数处遗址、可汗堡试掘区、内城西部遗迹；数间民居；外城墙南门、两处城墙缺口处进行发掘清理。相关成果发表于《吐鲁番学研究》等期刊上。

## 破坏与保护

### 主要破坏

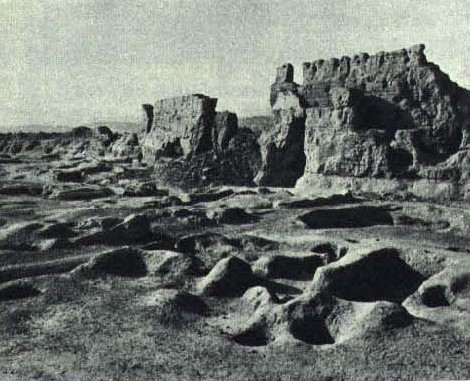
1965年10月《人民畫報》中高昌故城照片

#### 人为破坏
19世纪末到20世纪初，多国对高昌故城的发掘因缺乏对故城环境本身的重视，大量文物被带离故城，导致文物与遗址的联系被隔断。探险队、考察队对故城发掘的同时，附近居民也意识到可以从中获利，从而破坏故城遗址。比如当斯坦因第二次前往高昌故城时，高昌故城已经遭到想要从文物和手卷中获利，却又不知如何保护遗址的村民的破坏，许多他见到过的遗址已消失殆尽。
除遗物、壁画被多国探险队带离故城，高昌故城还面临着耕地开垦、住宅搭建的侵蚀。自20世纪初起，当地居民在故城内拆除庙宇用来开田、引入灌溉、用壁画施肥、门梁作燃料、将写本与藏书丢弃在水中等行为屡被记录。黄文弼在1928年考察高昌故城时，故城已“多半已开垦为耕地。城中古建筑，由于农人挖取墙土作肥料，亦大半逐渐消失。”到1980年代，城内开垦耕地面积达1500亩。1983年起，高昌故城内方才实现退耕。
高昌故城四周的耕地也对故城产生威胁，农田灌溉、取土肥田使故城外城墙基缺损，马面、垛台坍塌。直至2004年遗址内依然存在可以破坏遗址的煤渣、生活垃圾等。另外，黄文弼考察高昌故城时，部分当地居民在北城将城墙底部凿成室厅居住，出入城的道路使城墙有若干裂口。时至21世纪初，依然有居民依墙而居。旅游业兴盛时，在故城内载客的骆驼队与毛驴车会对故城土质地面破坏，随之需要的粮食、产生的粪便在故城入口处随处可见。

#### 自然破坏
吐鲁番市风大风天多，高昌故城一带以西北风为主，经常出现8级以上大风。大风使高昌故城面临着风蚀的威胁，风蚀不仅剥蚀地表、建筑表面，对遗址基底也会产生严重侵蚀。高昌故城内常见的有被风侵蚀墙体凹凸不平的蜂窝状样貌，也存在因建筑墙壁腰部、根部因为酥碱化变得疏松，大风将疏松部分掏蚀凹进的蘑菇状样貌。墙体腰部、根部酥碱是危害高昌故城内遗址的另一自然风险，由于高昌故城建筑多直接夯筑于生土之上，土中可溶盐会随着温度、湿度变化周期性溶解收缩、结晶膨胀、溶解收缩，长此以往会导致墙体结构松散。高昌故城遗迹长期受到各种外营力作用，不同的外营力会导致高昌故城遗迹产生裂隙，主要为卸荷裂隙和构造裂隙。吐鲁番当地降水量较小，但降水集中。因此高昌故城遗迹面临着偶遇暴雨时，出现的雨蚀的情况，遗迹会出现表面材料流失、墙体出现裂隙甚至倒塌的可能。雨蚀的危害主要表现为雨水流过形成的冲沟、积水，因干燥、潮湿交替而导致的墙体片脱落。高昌故城遗址还面临着如虫蛀、鼠害等生物病害的侵袭。

### 保护历程

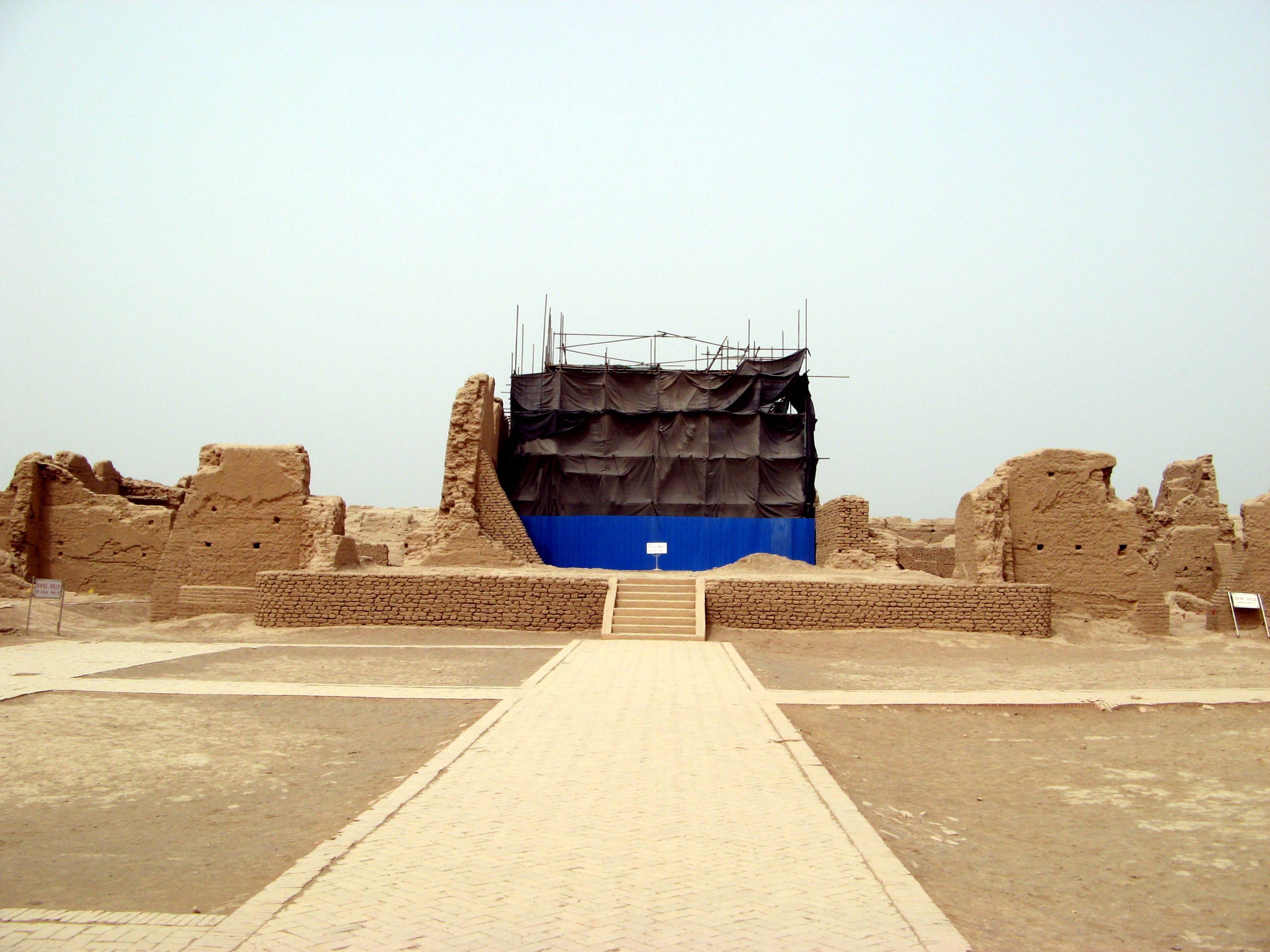
正在维修中的高昌故城大佛寺

法律、政策方面，2003年《吐鲁番地区文物保护与旅游发展总体规划·高昌故城片区文物保护详细规划》出台，将高昌故城的保护范围分为重点保护区（遗址及城墙外缘50米）和一般保护区（遗址及城墙外缘50米以外，100米以内）。并明确保护要求。:133吐鲁番市人民政府于同年年出台《高昌故城管理办法》，开始对高昌故城实施“保护为主、抢救第一、合理利用、加强管理”为原则的保护与管理。2021年，国家文物局印发《大遗址保护利用“十四五”专项规划》，高昌故城成为“十四五”时期大遗址之一。
具体实施项目方面，2005年，中华人民共和国国务院批准“丝绸之路（新疆段）重点文物抢救保护计划”，开始对高昌故城进行修缮保护项目。:1332006年到2023年，共计进行六期高昌故城维修加固项目。其中高昌故城遗址加固三期工程获评“2012年度全国文物保护最佳工程”。其中前四次的高昌故城维修加固项目所使用的主要技术包括土坯支护、裂隙修补、顶面封护、钢架支撑、柔性材料加固、表面防风化加固等。将高昌故城大佛寺、内外城墙等多个遗迹进行加固保护。另外，2013年，为配合高昌故城申请加入世界遗产，高昌故城将高昌故城遗产区内的居民迁至安置小区。同时，在高昌故城周围周围修建道路、管理用房等。2020年代前后，高昌故城基础设施建设、安全防范系统等工程项目得到批准并实施，如围栏工程等，项目资金超过1亿元人民币。
高昌故城现由高昌故城文物管理所管理。

### 遗产名录
1961年，中华人民共和国国务院公布《第一批全国重点文物保护单位名单》，高昌故城为古遗址类的其中之一。
2014年6月举办的第38届世界遗产大会中，中国等三国共同申报的“丝绸之路：长安—天山廊道的路网”被联合国教科文组织纳入世界文化遗产。其中高昌故城是中心城镇遗迹之一。

## 旅游开发
20世纪80年代伊始，高昌故城开始对外开放，旅游业开始发展。1990年代开始，高昌故城逐渐成为吐鲁番当地重要的文物旅游景点。1987年，高昌故城接待游客不过6500人次，1995年增至4.2万人次，2000年高昌故城接待游客达12.4万余人次，到2005年接近40万人次。:145; 152
景区建设初期，高昌故城所处的阔纳协海尔村（古城村）村民利用骆驼队、毛驴车参与到高昌故城的旅游经营中。2013年前后高昌故城修缮了遗址内木栈道和电瓶车道；将分割非开放区域的土坯墙改为麻绳围栏；设置景点讲解标识标牌等。这一年，高昌故城开通观光车服务。
2016年，由中国建筑设计研究院设计的高昌故城游客服务中心建成，游客服务中心建筑面积约4600平方米。游客服务中心中央有与高昌故城大佛寺外貌有联系的观景塔，龛内有展示回鹘时期的现代壁画。其主要建筑表面采用了泥土作为材料。2020年，高昌故城成为国家级AAA景区。2022年底，高昌故城升为国家AAAA级旅游景区。2023年，总投资超过18亿元人民币的高昌故城文化遗产旅游功能提升项目签约完成。

## 出土文物

### 概说
德国吐鲁番考察队自高昌故城运走文物包括壁画、佛陀泥塑像、文书等遗物。勒柯克在高昌故城发现有大量摩尼教经典和绘画也被带回德国。:6-7另外，如“沮渠安周造寺功德碑”“高昌主客长史阴尚造寺碑”等碑刻也被德国吐鲁番考察队带回德国。德国吐鲁番考察队所获壁画、佛像、典籍等文物藏于柏林民族博物馆。第二次世界大战时，这批文物多数被毁，包括“沮渠安周造寺功德碑”。部分文书、典籍藏于柏林国家图书馆等地。德国获得的高昌故城部分文物战后作为战争赔偿送往苏联，其中部分又因苏联与德意志民主共和国的决议辗转回到德国，如从高昌故城出土的一批木构件。斯坦因所获的文物包括壁画、铜器、手稿、纸画残片、木器、石器、花砖、泥塑等。斯坦因从吐鲁番获得的文物大部分收藏在新德里国立博物馆，部分藏于大英博物馆。克列门茨、奥登堡等俄国探险家、学者发掘的高昌故城文物多藏于圣彼得堡艾米塔什博物馆，部分文书由俄罗斯科学院保管。伯希和获得的文物大多收藏于吉美国立亚洲艺术博物馆，部分文书收藏于法国国家图书馆。
21世纪以后的考古发掘先后出土了陶片、钱币、瓷碗、石器、木器、葫芦器、铁器、铜器、纺织品、皮革制品、壁画残片等文物。出土的文物中以陶器最多，其中又以陶器残片为主。陶器中以盆、罐、瓮数量较多。

### 文物图集

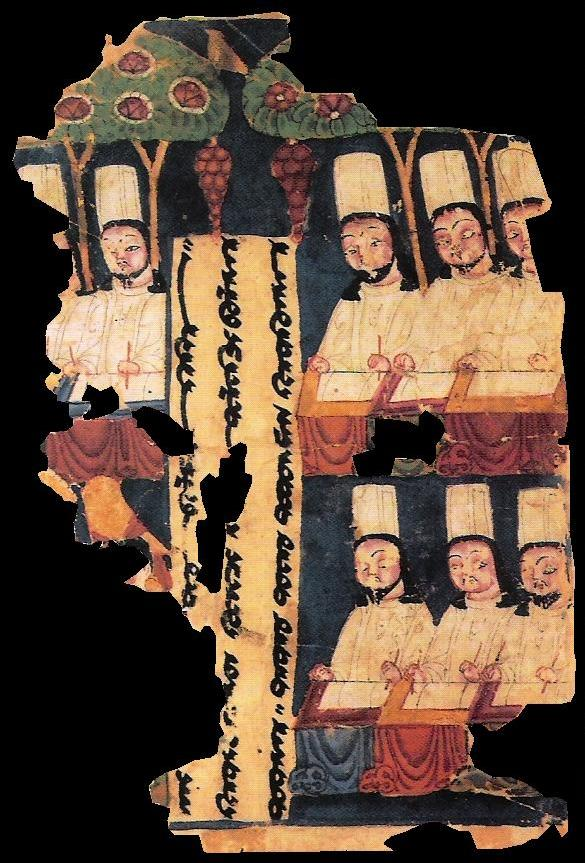
摩尼教书卷僧侣插图（纸质），17.2厘米×11.2厘米，出土于高昌故城K佛寺遗址（klosterruine K）北部圆顶房内。画中部有三行回鹘文[书 12]:39
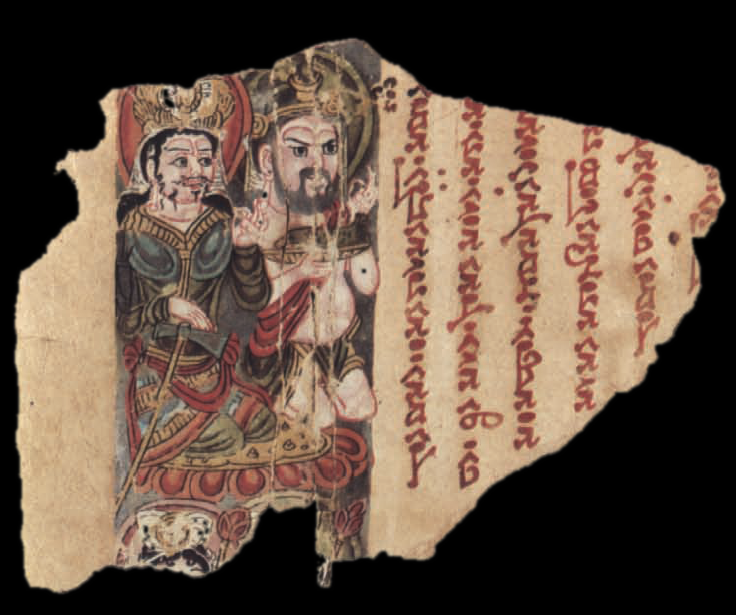
摩尼教书卷插图（纸质），11厘米×8.2厘米，出土于高昌故城α佛寺（Tempel α），画中有用摩尼字母书写的中古波斯语[书 12]:41
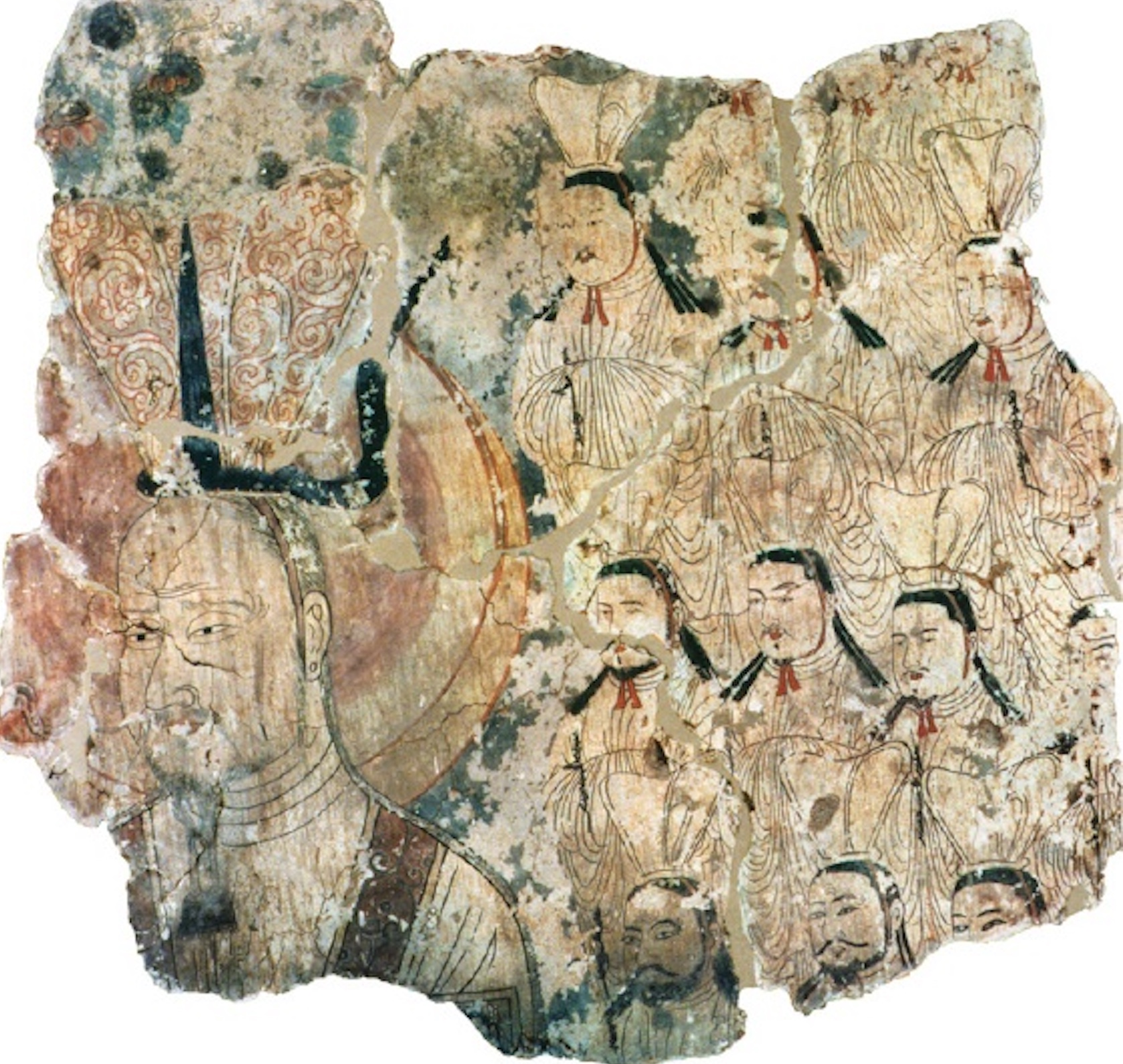
摩尼及僧众图（壁画），88厘米×168厘米，原位于高昌故城K佛寺遗址中厅西壁[书 12]:35
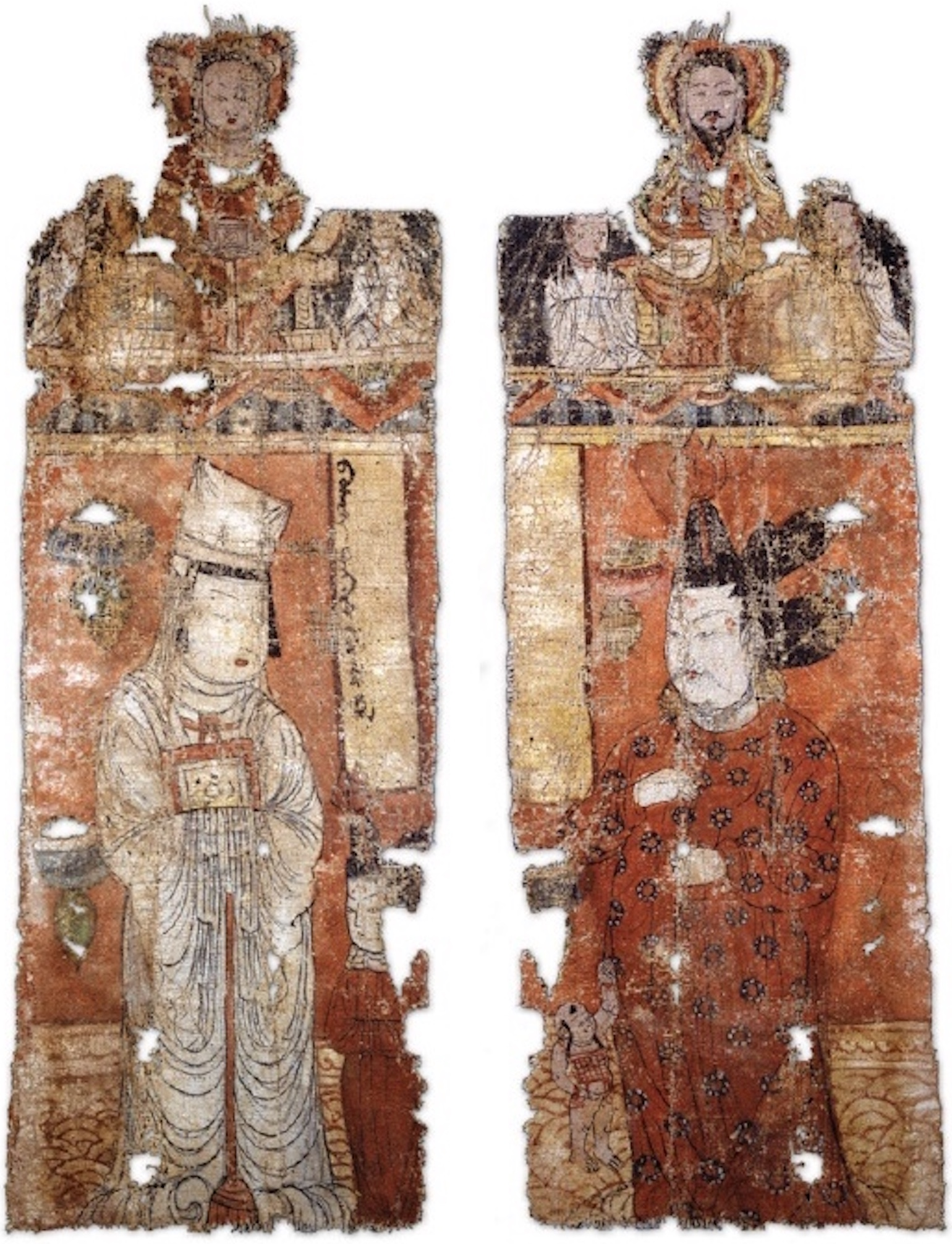
左：摩尼教女教士选民像 右：摩尼教男教士像（麻布幡画），出土于高昌故城K佛寺遗址藏书室甬道。两像胸前有黄地红边方框，为摩尼教人物之特征。女教士选民像有回鹘文榜题，意思为“此为王妃之像”[书 12]:33-34
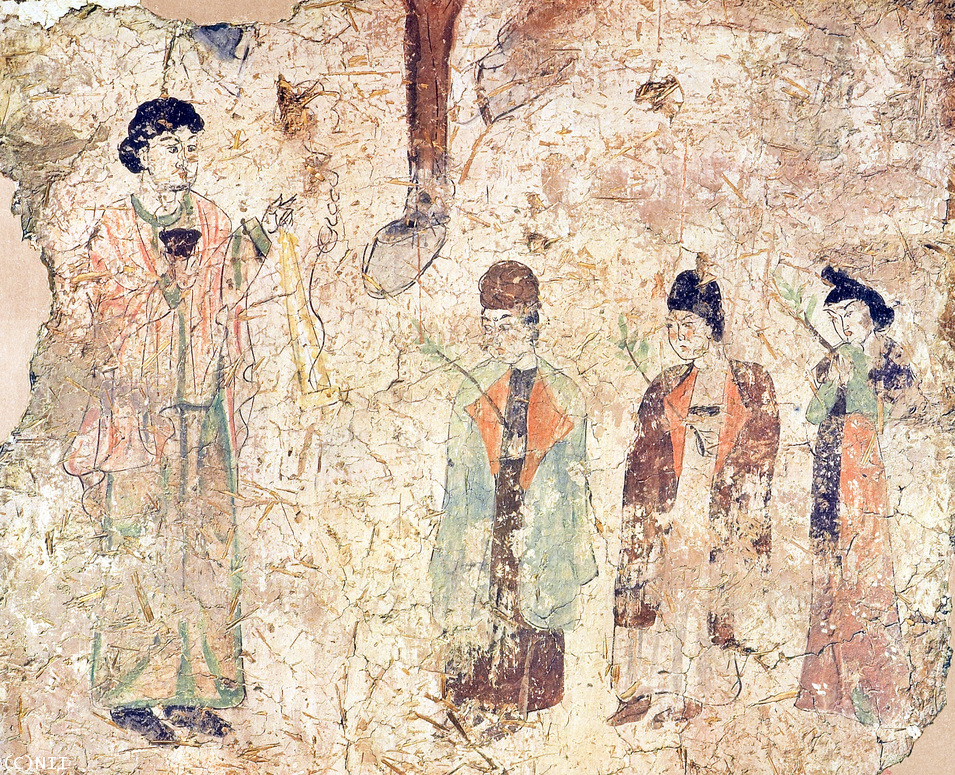
景教“圣枝节”图（壁画），70厘米×63厘米[书 12]:57
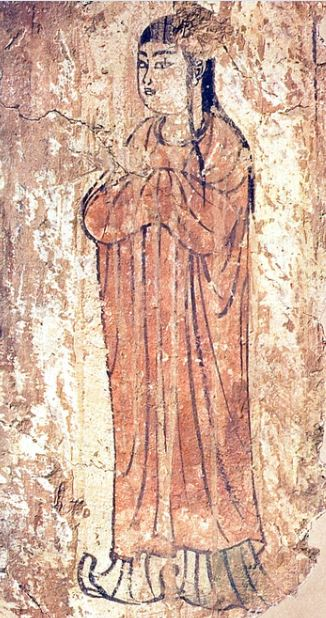
景教人物像（壁画），43厘米×21厘米[书 12]:58
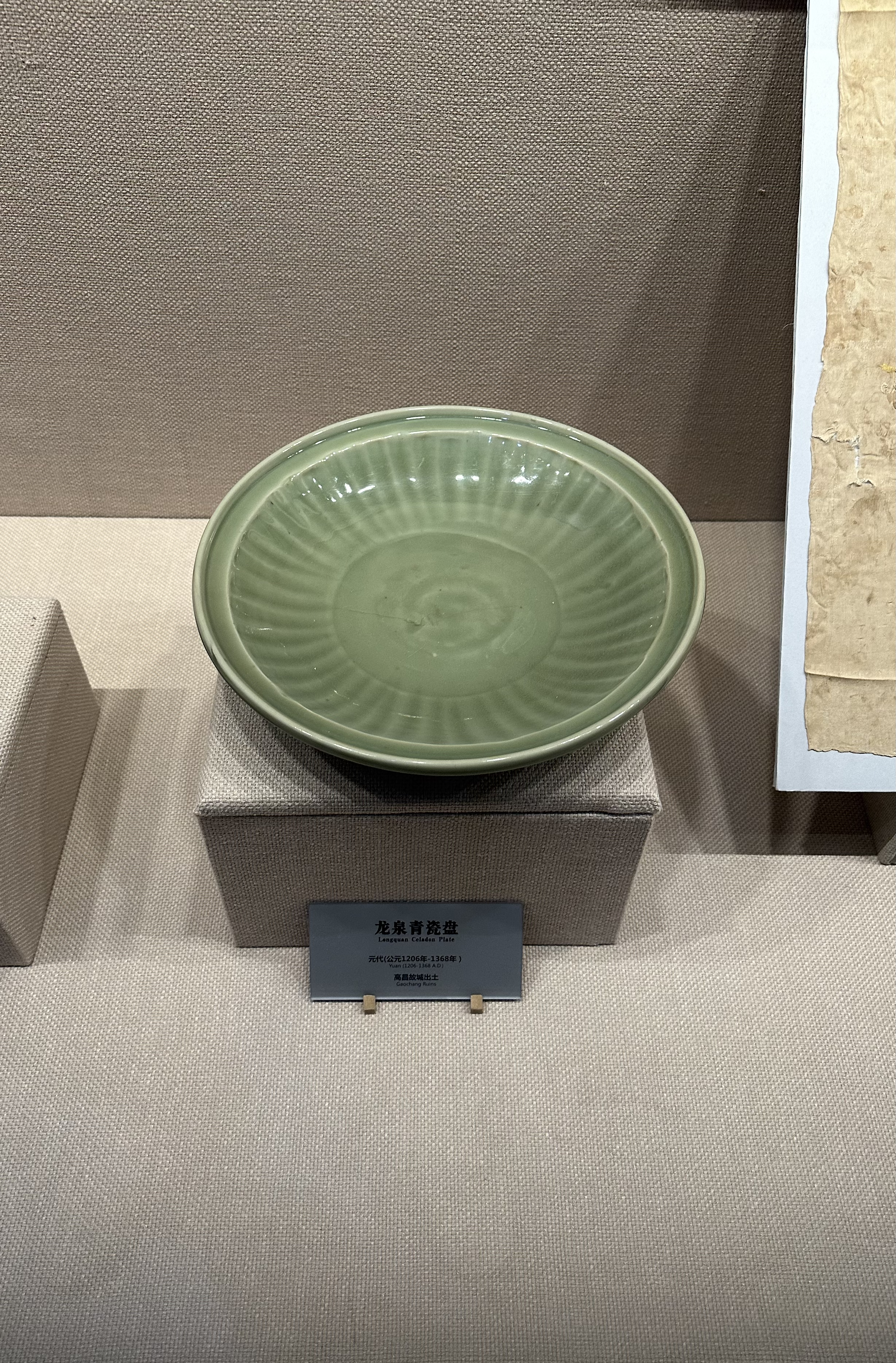
高昌故城征集的回鹘高昌时期龙泉青瓷盘，口径34.8厘米，底径14.8厘米，高7.5厘米，敞口，斜壁，圈足。藏于吐鲁番博物馆[书 18]
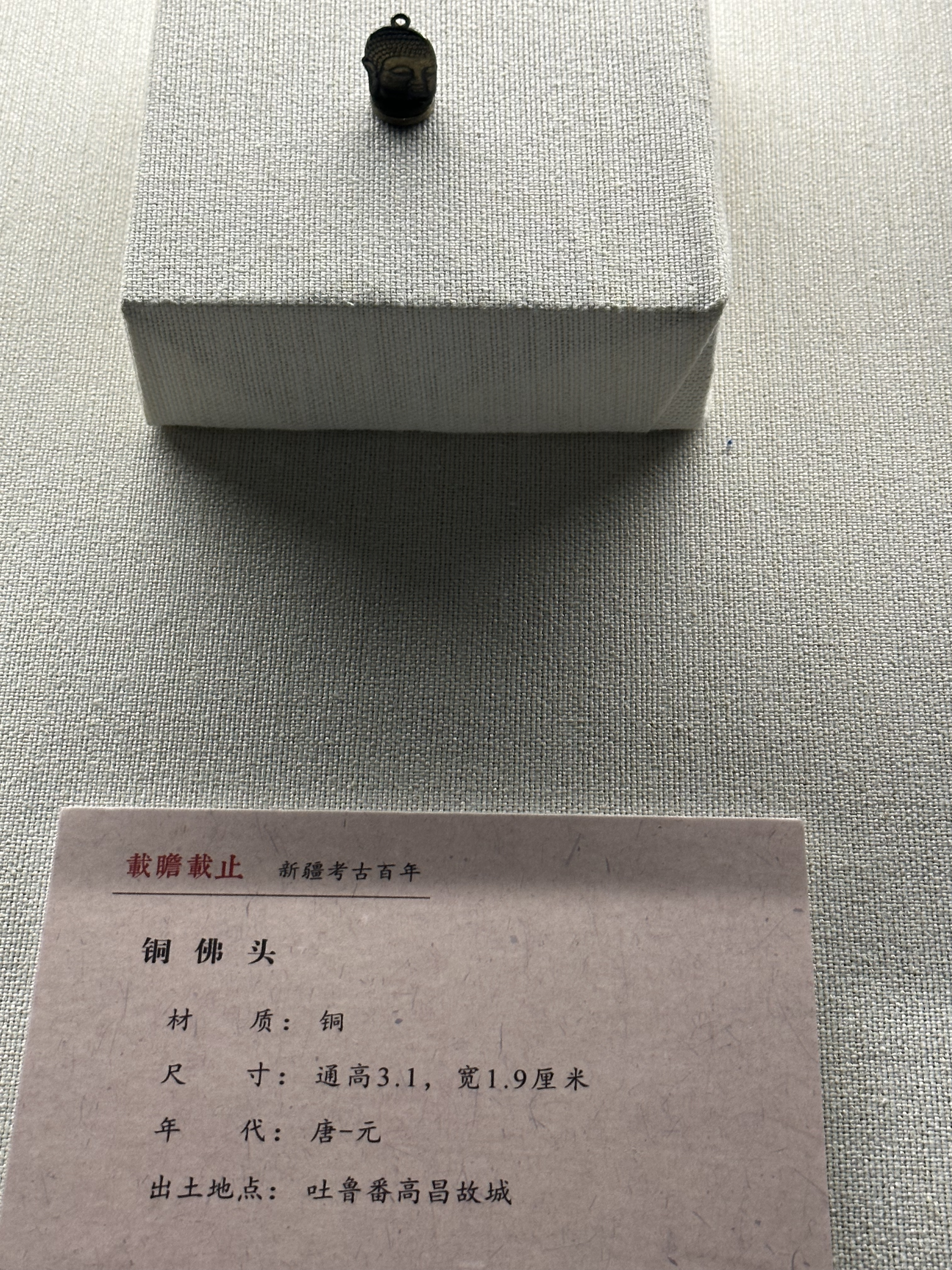
高昌故城出土的铜佛头